# Tour del Llemosí 2016
El Tour del Llemosí 2016, 49a edició del Tour del Llemosí, es disputà entre el 16 i el 19 d'agost de 2016 amb quatre etapes. L'inici i final de la cursa fou a Llemotges. La cursa formà part del calendari de l'UCI Europa Tour 2016, amb una categoria 2.1.
El vencedor final fou l'estatunidenc Joey Rosskopf (BMC Racing), amb un segon de marge amb l'italià Sonny Colbrelli (Bardiani CSF) i completant el podi el francès Hubert Dupont (AG2R La Mondiale). En les classificacions secundàries Romain Le Roux (Armée de Terre) guanyà la classificació dels punts, Flavien Dassonville (HP BTP-Auber 93) la muntanya, Diego Rubio (Caja Rural-Seguros RGA) els joves i el Androni Giocattoli-Sidermec la classificació per equips.

## Equips
L'organització convidà a prendre part en la cursa a cinc equips World Tour, catorze equips continentals professionals i tres equips continentals:
- equips World Tour: FDJ, Movistar Team, Ag2r La Mondiale, BMC Racing Team, Team Tinkoff
- equips continentals professionals: Fortuneo-Vital Concept, Cofidis, Wanty-Groupe Gobert, Drapac Professional Cycling, Topsport Vlaanderen-Baloise, Direct Énergie, Delko Marseille Provence KTM, Gazprom-RusVelo, Team Roth, Androni Giocattoli-Sidermec, Wilier Triestina-Southeast, Caja Rural-Seguros RGA, Bardiani CSF, Roompot Oranje Peloton
- equips continentals: Armée de Terre, Roubaix Métropole européene de Lille, HP-BTP Auber 93

## Etapes
| Etapa    | Data      | Ciutats d'etapa             | type              | Distància (km) | Vencedor de l'etapa | Líder de la general |
| -------- | --------- | --------------------------- | ----------------- | -------------- | ------------------- | ------------------- |
| 1a etapa | 16 de ago | Llemotges – Orador de Glana | etapa accidentada | 165,5          | Joey Rosskopf       | Joey Rosskopf       |
| 2a etapa | 17 de ago | Dun – Ausança               | etapa accidentada | 173,5          | Roman Maikin        | Joey Rosskopf       |
| 3a etapa | 18 de ago | Lo Lonzac – Liginhac        | etapa accidentada | 179,9          | Sonny Colbrelli     | Joey Rosskopf       |
| 4a etapa | 19 de ago | Sent Liunard – Llemotges    | etapa accidentada | 185,5          | Sonny Colbrelli     | Joey Rosskopf       |

## Classificació final
|    | Ciclista                | Equip                        | Temps       |
| -- | ----------------------- | ---------------------------- | ----------- |
| 1  | Joey Rosskopf (USA)     | BMC Racing Team              | 17h 14' 33" |
| 2  | Sonny Colbrelli (ITA)   | Bardiani-CSF                 | + 1"        |
| 3  | Hubert Dupont (FRA)     | AG2R La Mondiale             | + 4"        |
| 4  | Nicolas Edet (FRA)      | Cofidis                      | + 5"        |
| 5  | Rodolfo Torres (COL)    | Androni Giocattoli-Sidermec  | + 10"       |
| 6  | Diego Rubio (ESP)       | Caja Rural-Seguros RGA       | + 16"       |
| 7  | Theo Vimpere (FRA)      | HP BTP-Auber93               | m.t.        |
| 8  | Francesco Gavazzi (ITA) | Androni Giocattoli-Sidermec  | + 17"       |
| 9  | Thomas Sprengers (BEL)  | Topsport Vlaanderen-Baloise  | + 19"       |
| 10 | Julien El Fares (FRA)   | Delko Marseille Provence KTM | + 20"       |